# Mieczysław Sikorski

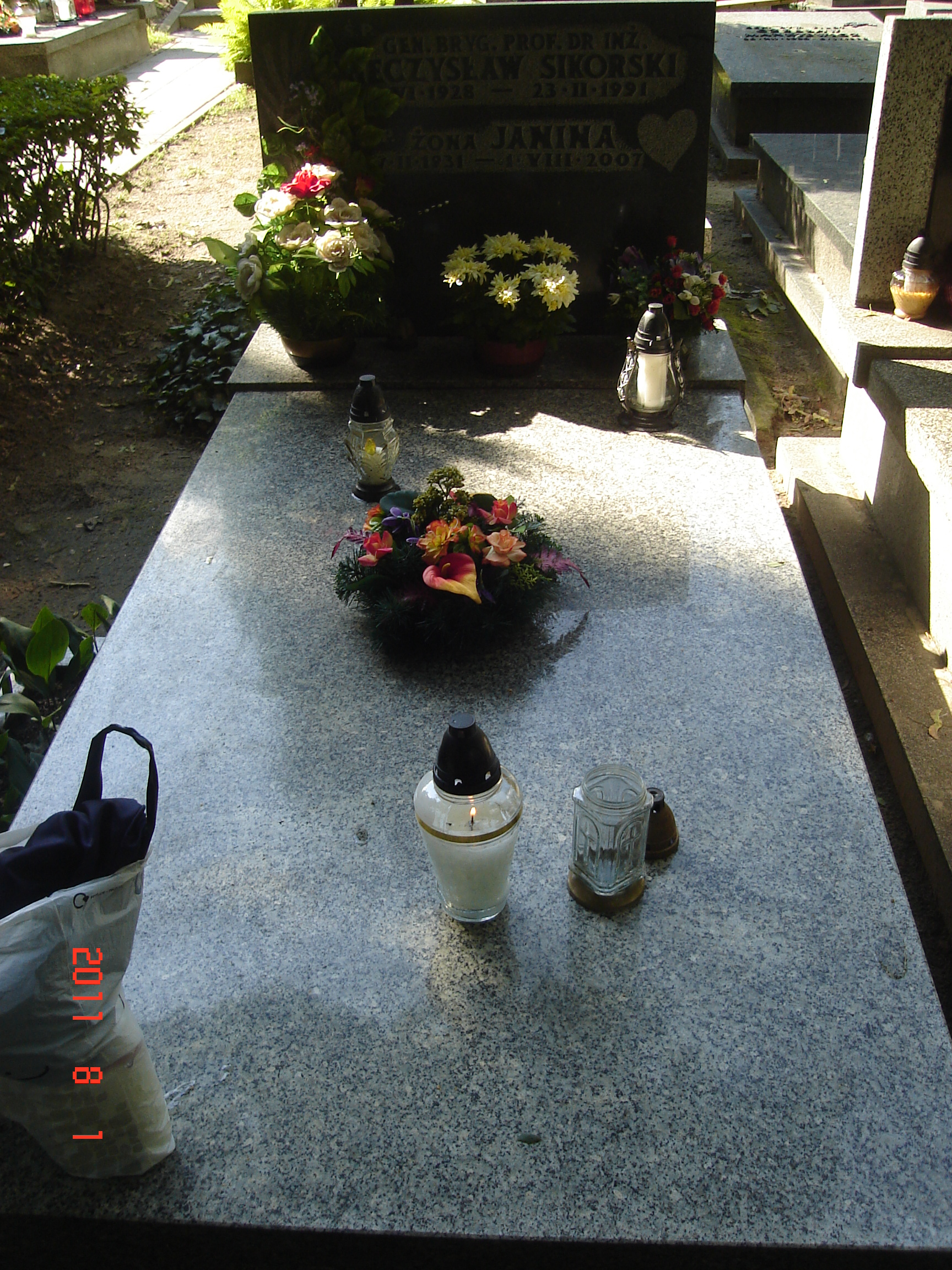
Grób Mieczysława Sikorskiego na Cmentarzu Wojskowym na Powązkach

Mieczysław Sikorski (ur. 9 czerwca 1928 w Częstochowie, zm. 23 lutego 1991 w Somiance lub Popowie w powiecie wyszkowskim) – generał brygady WP.

## Życiorys
W 1942 wstąpił do Szarych Szeregów, w 1944 skończył gimnazjum kupieckie w Częstochowie. Od stycznia do lutego 1945 należał do MO, później został propagandystą w ZWM. 25 IX 1945 - 19 I 1946 referent PUBP w Sycowie, następnie został kreślarzem w kopalni rudy żelaza w Częstochowie. 1947–1952 studiował na Wydziale Mechanicznym i Wydziale Lotniczym Szkoły Inżynierskiej im. H. Wawelberga i S. Rotwanda w Warszawie, po czym został inżynierem lotniczym i kierownikiem laboratorium przyrządów konstrukcyjno-pomiarowych i badań osprzętu w Lotniczej Stacji Badawczej w stopniu podporucznika, a następnie porucznika. Od czerwca 1954 kierował wydziałem w Służbie Inżynieryjno-Lotniczej w stopniu kapitana. Od lata 1956 szef Oddziału WL i OPL OK w stopniu majora. 1956-1961 studiował w Wojskowej Akademii Technicznej na wydziale mechanicznym. 28 I 1959 - 1 XII 1971 komendant Instytutu Technicznego Wojsk Lotniczych w Warszawie, od lata 1959 w stopniu podpułkownika, a od jesieni 1965 - pułkownika. W 1975 został doktorem nauk technicznych, a w 1986 profesorem nadzwyczajnym nauk wojskowych. Od jesieni 1977 szef Techniki Lotniczej i zastępca Głównego Inspektora Techniki WP. Jesienią 1978 mianowany generałem brygady; nominację wręczył mu w Belwederze przewodniczący Rady Państwa PRL Henryk Jabłoński.
Członek wielu rad i komitetów naukowych, rad programowych i komisji, autor wielu publikacji naukowych z dziedziny techniki. Zmarł na zawał, pochowany został na wojskowych Powązkach (kwatera BII-3-1), pożegnany przez delegację WP z Głównym Inspektorem Techniki WP gen. dyw. Tadeuszem Kuśmierskim.

## Odznaczenia
- Order Sztandaru Pracy II klasy (1986)
- Krzyż Komandorski Orderu Odrodzenia Polski (1978)
- Krzyż Kawalerski Orderu Odrodzenia Polski (1968)
- Złoty Medal „Siły Zbrojne w Służbie Ojczyzny”
- Srebrny Medal Siły Zbrojne w Służbie Ojczyzny
- Brązowy Medal Siły Zbrojne w Służbie Ojczyzny
- Złoty Medal „Za zasługi dla obronności kraju”
- Srebrny Medal „Za zasługi dla obronności kraju”
- Brązowy Medal „Za zasługi dla obronności kraju”
- Medal „Zasłużony dla lotnictwa"
- Medal „Za zasługi dla Wojsk Obrony Powietrznej Kraju”
- Złota Odznaka NOT
- Złota Odznaka SIMP